# Нифон (Цаварис)
Митрополи́т Ни́фон (греч. Μητροπολίτης Νήφων, в миру Ники́тас Цавари́с, греч. Νικήτας Τσαβαρής; 1959, Никея — 8 декабря 2020, Порт-Саид) — епископ Александрийской православной церкви, митрополит Пилусийский (2014—2020).

## Биография
Закончил Сивитанидийское техническое училище (Πρότυπου Σιβιτανιδείου Σχολής), затем Афониад на Афоне, а потом — педагогическое училище в Ираклионе на острове Крит. Также получил степень по богословию на Богословском факультете Афинского университета.
В 1982 году в Анаграфском монастыре на Крите архиепископом Критским Тимофеем (Папуцакисом) был пострижен в монашество.
В 1984 году в Иоанно-Предтеченском монастыре в Бали близ Ретимни митрополитом Рефимнским Титом (Силигардакисом) был рукоположен в сан иеромонаха.
В течение двадцати лет служил в Перистерийской митрополии.
В 2005 году был перешёл в клир Александрийской Православной Церкви, и назначен настоятелем патриаршего Георгиевского монастыря в Старом Каире (3 сентября Патриарх Александрийский Феодор II совершил над ним игуменскую хиротесию). 24 декабря 2006 года Патриарх Феодор II возглавил его интронизацию. Координировал масштабную реставрацию монастыря.
6 октября 2009 года Священным Синодом Александрийской Православной Церкви по предложению Патриарха Александрийского Феодора II был единогласно избран титулярным епископом Вавилонским с сохранением должности настоятеля Георгиевского монастыря в Старом Каире.
18 октября того же года в Патриаршем монастыре святого Георгия в Старом Каире состоялась его епископская хиротонию, которую совершили: Патриарх Феодор II в митрополит Аксумский Петр (Якумелос), митрополит Перистерийский Хризостом (Зафирис), митрополит Пилусийский Каллиник (Пиппас), митрополит Ермопольский Николай (Антониу), митрополит Хартумский Еммануил (Кьяйас), епископ Кносский Евгений (Антонопулос), епископ Мареотидский Гавриил (Рафтопулос), епископ Нитрийский Никодим (Приангелос). За хиротонией присутствовали епископ Нилопольский Геннадий (Стандзиос), многочисленное духовенство из разных стран, официальные и общественные представители Греции и Крита.
26 ноября 2014 года решением Священного Синода Александрийской Православной Церкви единогласно избран митрополитом Пелусийским с сохранением должности настоятеля Монастыря святого Георгия в Старом Каире.
19 декабря того же года в Преображенском кафедральном соборе города Порт-Саид состоялась его интронизация, которую возглавил Патриарх Александрйиский Феодор II.
Скончался 8 декабря 2020 года в своём доме в Порт-Саиде.